# Dunsmuir c. Nouveau-Brunswick
Dunsmuir c. Nouveau-Brunswick est un arrêt important de la Cour suprême du Canada en matière de norme de contrôle judiciaire. Il s'agissait de l'arrêt de principe sur ce sujet entre 2008 et 2019, lorsqu'il a été remplacé par l'arrêt Vavilov. Cependant, l'arrêt Dunsmuir reste à certains égards pertinent car il explique la signification de la norme de décision raisonnable et de la norme de la décision correcte.

## Les faits
David Dunsmuir a été embauché par le ministère de la Justice de la province du Nouveau-Brunswick le 25 février 2002. Son travail n'était pas satisfaisant pour son employeur et il a reçu plusieurs avis écrits à cet effet. En fin de compte, son employeur a décidé de mettre fin à son emploi le 31 décembre 2004. Le 19 août 2004, Dunsmuir a été informé dans une lettre qu'il était mis fin à son emploi. Comme son emploi n'était pas résilié « pour un motif valable », Dunsmuir s'est vu accorder plusieurs mois de congé payé pour trouver un nouvel emploi.
Dunsmuir a déposé un grief contre son congédiement dans une lettre envoyée au sous-ministre le 1er septembre 2004. Lorsque son grief a été rejeté, il a avisé qu'il renverrait le grief à l'arbitrage. Un arbitre a été choisi par accord des deux parties. L'arbitre a statué que Dunsmuir s'était vu refuser l'équité procédurale quant à son congédiement et que le congédiement était donc nul ab initio; l'arbitre a ordonné la réintégration de Dunsmuir le 19 août 2004. Lors d'un contrôle judiciaire devant la Cour du Banc de la Reine, la décision a été infirmée.

## Décision
Cette décision a finalement atteint la Cour suprême du Canada. Le pourvoi de Dunsmuir a été rejeté. Lorsque le nouveau cadre analytique a été appliqué aux faits de Dunsmuir, le tribunal a déterminé que la norme du caractère raisonnable était la bonne approche pour juger la décision administrative en question. À cet égard, le tribunal a jugé que la décision ne respectait pas cette norme et était donc déraisonnable.

## Motifs de la décision
La norme de la décision correcte et la norme de la décision raisonnable devraient être les deux seules normes de contrôle judiciaire en matière de prise de décision. La norme de la décision correcte s'appliquera à l'égard des questions de compétence et de certaines autres questions de droit, tandis que la norme du caractère raisonnable concerne principalement l'existence de justification, de transparence et d'intelligibilité dans le processus décisionnel et de savoir si la décision relève d'un éventail de possibilités, des résultats acceptables qui sont défendables au regard des faits et du droit. Lorsqu'il s'agit d'une question de fait, de pouvoir discrétionnaire ou de politique, ou lorsque la question juridique est étroitement liée à la question factuelle et ne peut pas être facilement séparée de la question factuelle, la déférence du tribunal s'appliquera généralement automatiquement à l'égard de la décision rendue.